# Commissione della scienza, dell'educazione e della cultura del Consiglio nazionale (Svizzera)
La  Commissione della scienza, dell'educazione e della cultura del Consiglio nazionale CSEC-N (in tedesco Kommission für Wissenschaft, Bildung und Kultur des Nationalrates WBK-N, in francese Commission de la science, de l'éducation et de la culture du Conseil national CSEC-N, in romancio Cumissiun per scienzia, educaziun e cultura du Conseil national CSEC-N) è una commissione tematica del Consiglio nazionale della Confederazione elvetica. È composta da 25 membri, di cui un presidente e un vicepresidente. È stata istituita il 25 novembre 1991.

## Funzione
La commissione si occupa dei seguenti temi:
- Scienza
- Formazione (promozione della formazione e ricerca nel campo della formazione, formazione di base e perfezionamento ecc.)
- Ricerca, tecnologia e innovazione (promozione della ricerca e dell’innovazione, valutazione delle scelte tecnologiche, etica della ricerca, ricerca settoriale agronomica)
- Digitalizzazione
- Comunità linguistiche e culturali (promozione del plurilinguismo, comprensione e scambi, libertà di lingua, minoranze etniche)
- Cultura e istituzioni culturali (inclusi patrimonio culturale e trasferimento dei beni culturali)
- Sport
- Generazioni e società
- Bambini e giovani
- Questioni concernenti la parità
- Protezione degli animali, dignità degli animali e etica animale (senza contributi per animali o legge sulla caccia)
- Statistica federale
- Giochi in denaro
- Proprietà intellettuale (diritto in materia di brevetti, protezione dei marchi, diritto d’autore ecc.)
- Derrate alimentari (protezione della salute) e veleni